# Mega Man 6
Mega Man 6, i Japan känt som Rockman 6 Shijō Saidai no Tatakai!! (ロックマン6 史上最大の戦い!! Rokkuman Shikkusu Shijō Saidai no Tatakai!!?, lit. "Rockman 6: Största slaget någonsin!!"), är ett plattformsspel utvecklat av Capcom till NES och utgivet i Japan 1993 samt i Nordamerika i mars 1994. Spelet ingick även i Mega Man Anniversary Collection, som släpptes 2004. I PAL-regionen släpptes spelet den 11 juni 2013, då till 3DS Virtual Console.
Spelet var det sista i Mega Man-serien att släppas till NES. Då försäljningssifrorna för NES-spel börjat dala, till förmån för SNES, valde Capcom att inte ge ut spelet i Nordamerika. I stället sköttes det av Nintendo of America.

## Handling
Spelet utspelar sig efter Mega Man 5. När en årlig tävling i att bygga robotingenjörer går av stapeln för första gången, är arrangören en man som kallar sig "Mr. X". Dr. Light är pacifist och väljer att inte ställa upp i tävlingen, men skickar roboten Mega Man för att övervaka. När tävlingen nästan är slut meddelar Mr. X att han programmerat om de åtta robotarna från finalen och tänker använda dem för att erövra världen. Robotarna är: Blizzard Man, Centaur Man, Flame Man, Knight Man, Plant Man, Tomahawk Man, Wind Man, och Yamato Man. Dr. Light skickar iväg Mega Man för att tillintetgöra Mr. X planer. Då Mega Man förstört de åtta ledarrobotarna visar sig Mr. X vara ingen annan än Dr. Wily själv. Dr. Wily flyr då till ett annat fort, och slutligen förs Dr. Wily till fängelse.

### Fotnoter
1. 1 2 3  ”Mega Man 6”. NES DB. 15 mars 1992. Arkiverad från originalet den 29 april 2014. https://web.archive.org/web/20140429201838/http://www.nesdb.se/game_more.php?id=949&rid=4. Läst 29 april 2014.

;